# روبن ريد (مصارع رياضي)
روبن ريد (بالإنجليزية: Robin Reed)‏ هو مصارع رياضي أمريكي، ولد في 20 أكتوبر 1899 في مقاطعة ماديسون في الولايات المتحدة، وتوفي في 20 ديسمبر 1978 في سايلم في الولايات المتحدة.

## وصلات خارجية
- روبن ريد على موقع أوليمبيديا (الإنجليزية)